# 野邊山宇宙電波觀測所
野邊山宇宙電波觀測所（日语：野辺山宇宙電波観測所，NRO）是日本國家天文臺設在日本阿尔卑斯山脉的一個分支機構，位於長野縣南牧村，海拔1350公尺。

## 歷史
- 1967年10月－天文研究協會的各個委員會最終確定野邊山宇宙電波觀測所的計劃。
- 1969年4月－ 6米毫米電波望遠鏡開始運作（目前位於國立天文台三鷹校區）。
- 1969年5月－奠基儀式。
- 1969年10月－野邊山太陽電波天文台開幕式
- 1970年4月－160MHz干涉儀開始運作。
- 1971年4月－17GHz干涉儀開始運作。
- 1977年4月－土地徵收完成。
- 1977年9月－70-600MHz動態光譜儀投入使用。
- 1978年1月－17GHz強度偏振儀開始運作。
- 1978年6月－17GHz干涉儀進行重大改進。
- 1980年4月－45公尺電波望遠鏡開始建造。
- 1982年3月－野邊山電波天文台開幕典禮。
- 1982年4月－45公尺電波望遠鏡開始運作。
- 1982年10月－野邊山毫米干涉儀 (NMA) 開始運作。
- 1990年4月－開始建造射電日光儀
- 1992年4月－電波日光儀開始運作。
- 1992年7月－17GHz干涉儀觀測結束。
- 1994年8月－70-1000MHz動態光譜儀觀測結束。
- 2015年3月－野邊山太陽電波天文台關閉[1]。
- 2020年3月－電波日光儀觀測結束[2][3][4]。

## 設備

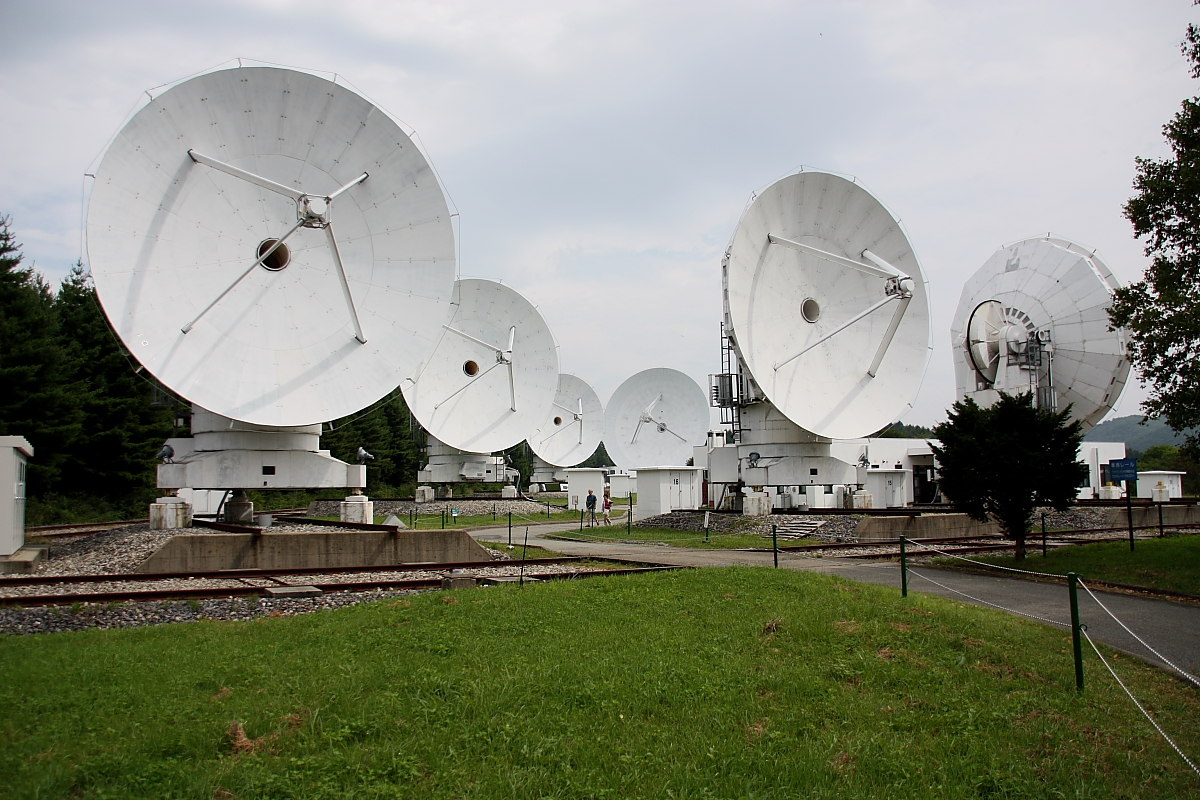
野邊山毫米波陣列

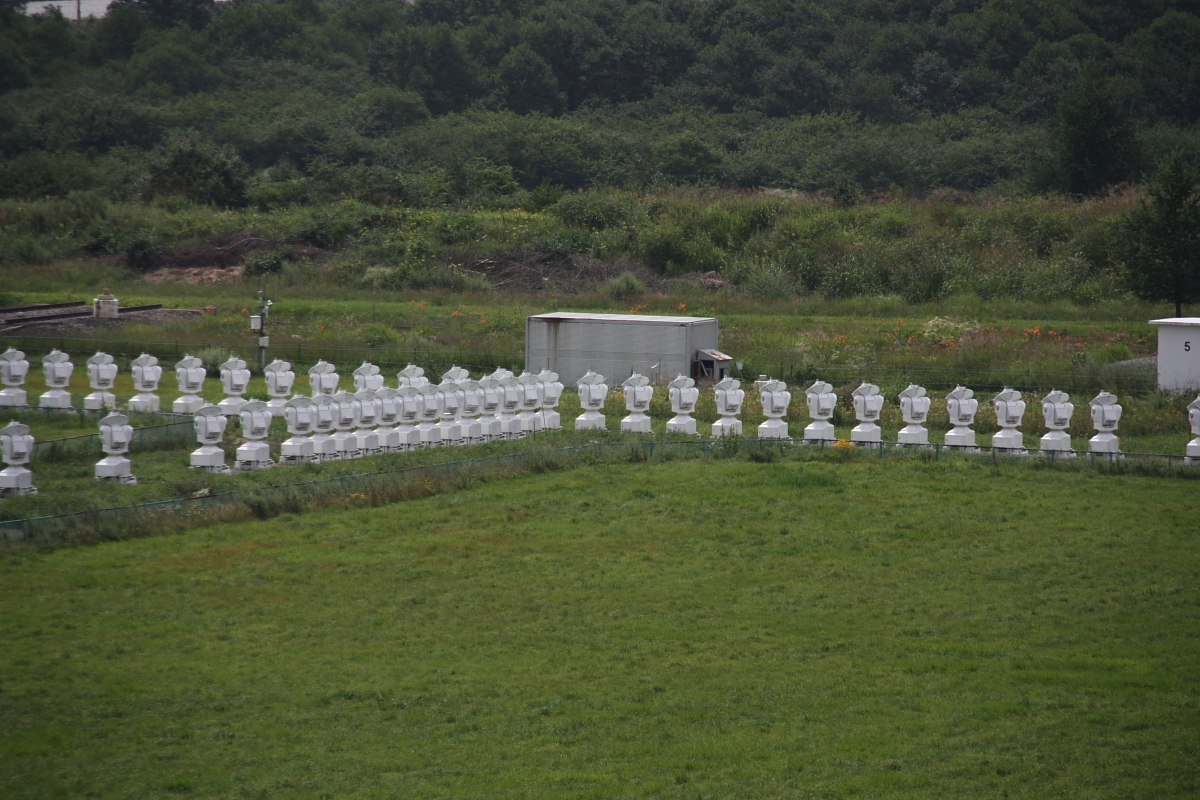
野邊山電波太陽照相機
坐標：

- 45公尺電波望遠鏡：一座口徑45公尺的單一碟型天線電波望遠鏡，使用波段是短毫米波。
- 野邊山毫米波陣列：由6座口徑10公尺的電波望遠鏡組成的毫米波陣列。
- 野邊山電波太陽照相機：由84個天線組成的太陽觀測陣列。

## 外部連結
- 野邊山宇宙電波觀測所日文網頁 （页面存档备份，存于）

35°56′30″N 138°28′33″E / 35.94167°N 138.47583°E